# 天主教菲耶索萊教區
天主教菲耶索萊教區（拉丁語：Dioecesis Faesulana）是天主教會在義大利的一個教區。屬佛羅倫斯總教區。
教區相傳是在宗徒時代由菲耶索萊的羅穆魯斯開教，但比較可信的年代大約在4世紀。教區範圍包括佛羅倫斯省、阿雷佐省和錫耶納省各一部份，2006年有教友138,900人，佔轄區總人口98.6%。教區下轄218個堂區，有261名司鐸。現任教區主教為馬里奧·梅伊尼。